# Chascomús partido
Chascomús  egy partido (körzet) Argentínában a Buenos Aires tartományban. A fővárosa Chascomús.

## Települések
Városok
| - Chascomús |

Falvak ( Parajes)
| - Adela - Barrio Parque Girado - Comandante Giribone - Don Cipriano | - Gándara - Libres del Sud - Pedro Nicolás Escribano |  |

## Népesség
| Népesség | 9.637 | 13.044  | 16.392  | 21.560  | 24.660  | 25.927 | 29.936  | 35.174  | 38.647 |
| Változás | -     | +35,35% | +25,66% | +31,52% | +14,37% | +5,13% | +15,46% | +17,49% | +9,87% |